# 利米多科马斯科
利米多科马斯科（義大利語：Limido Comasco），是意大利科莫省的一个市镇。总面积4平方公里，人口3598人，人口密度899.5人/平方公里（2009年）。ISTAT代码为013128。